# Гленмонт (Огайо)
Гленмонт (англ. Glenmont) — селище (англ. village) в США, в окрузі Голмс штату Огайо. Населення — 240 осіб (2020).

## Географія
Гленмонт розташований за координатами 40°31′9″ пн. ш. 82°5′32″ зх. д. / 40.51917° пн. ш. 82.09222° зх. д. (40.519041, -82.092152).  За даними Бюро перепису населення США в 2010 році селище мало площу 0,70 км², уся площа — суходіл.

## Демографія
Згідно з переписом 2010 року, у селищі мешкали 272 особи в 116 домогосподарствах у складі 67 родин. Густота населення становила 391 особа/км².  Було 123 помешкання (177/км²).
Расовий склад населення:
| - 98,2 % — білих - 0,7 % — азіатів - 0,4 % — корінних американців |

До двох чи більше рас належало 0,4 %. Частка іспаномовних становила 0,4 % від усіх жителів.
За віковим діапазоном населення розподілялося таким чином: 25,7 % — особи молодші 18 років, 57,8 % — особи у віці 18—64 років, 16,5 % — особи у віці 65 років та старші. Медіана віку мешканця становила 37,8 року. На 100 осіб жіночої статі у селищі припадало 101,5 чоловіків;  на 100 жінок у віці від 18 років та старших — 104,0 чоловіків також старших 18 років.
Середній дохід на одне домашнє господарство  становив 46 220 доларів США (медіана — 41 071), а середній дохід на одну сім'ю — 56 027 доларів (медіана — 46 875). За межею бідності перебувало 8,1 % осіб, у тому числі 6,0 % дітей у віці до 18 років та 9,3 % осіб у віці 65 років та старших.
Цивільне працевлаштоване населення становило 100 осіб. Основні галузі зайнятості: виробництво — 30,0 %, освіта, охорона здоров'я та соціальна допомога — 27,0 %, будівництво — 17,0 %.